# تأثير دوبلر التفاضلي

يحدث تأثير دوبلر التفاضلي (في الإنجليزية: The Differential Doppler effect) عندما ينبعث الضوء من مصدر يدور.
في البيئات النجمية، يصف الفرق في الفوتونات التي تصل إلى جزيئات الغبار الحائمة في المدار. تكون الفوتونات التي تنشأ من الطرف الذي يدور بعيدًا عن الجسيمات ذات انزياح أحمر، بينما تكون الفوتونات المنبعثة من الطرف الذي يدور حول الجسيم ذات انزياح أزرق.